# Acanthogonatus patagonicus
Acanthogonatus patagonicus är en spindelart som först beskrevs av Simon 1905.  Acanthogonatus patagonicus ingår i släktet Acanthogonatus och familjen Nemesiidae. Inga underarter finns listade i Catalogue of Life.